# Casco da tartaruga

Um esqueleto de tartaruga preservado mostrando como a carapaça e o plastrão se conectam com o resto do esqueleto para formar uma concha que envolve o corpo

O casco da tartaruga é um escudo para as partes ventral e dorsal das tartarugas (ordem Testudines), envolvendo completamente todos os órgãos vitais da tartaruga e em alguns casos até a cabeça. É construído com elementos ósseos modificados, como costelas, partes da pélvis e outros ossos encontrados na maioria dos répteis. O osso da concha consiste em osso esquelético e dérmico, mostrando que o invólucro completo da concha provavelmente evoluiu pela inclusão de uma armadura dérmica na caixa torácica.
A carapaça da tartaruga é um estudo importante, não só pela aparente protecção que proporciona ao animal, mas também como ferramenta de identificação, nomeadamente com fósseis, visto que a carapaça é uma das partes prováveis da tartaruga para sobreviver à fossilização. Conseqüentemente, a compreensão da estrutura da concha nas espécies vivas fornece material comparável aos fósseis.

## Plastrão
O plastrão (plural: plastrões ou plastra) é a parte quase plana da estrutura da carapaça de uma tartaruga, o que se chamaria de barriga ou superfície ventral da carapaça. Inclui também em sua estrutura as escoras da ponte anterior e posterior e a ponte da concha. O plastrão é composto por nove ossos e os dois epiplastros na borda anterior do plastrão são homólogos às clavículas de outros tetrápodes. O resto dos ossos plastrais são homólogos aos gastralia de outros tetrápodes. O plastrão foi descrito como um exoesqueleto, como os osteodermos de outros reptilianos; mas ao contrário dos osteodermos, o plastrão também possui osteoblastos, o osteóide e o periósteo.
A evolução do plastrão permaneceu mais misteriosa, embora Georges Cuvier, naturalista e zoólogo francês do século XIX, tenha escrito que o plastrão se desenvolveu principalmente a partir do esterno da tartaruga. Isto se ajusta bem ao conhecimento obtido através de estudos embriológicos, mostrando que alterações nas vias de desenvolvimento das costelas muitas vezes resultam em malformação ou perda do plastrão. Este fenômeno ocorre no desenvolvimento da tartaruga, mas em vez de experimentar a perda completa do esterno, o plano corporal da tartaruga reaproveita o osso na forma do plastrão, embora outras análises descubram que o esterno endocondral está ausente e é substituído pelo plastrão exoesquelético. As costelas ventrais efetivamente não estão presentes, sendo substituídas pelo plastrão, a menos que a gastralia a partir da qual o plastrão evoluiu já tenha sido costelas ventrais flutuantes. Durante a evolução das tartarugas, provavelmente houve uma divisão de trabalho entre as costelas, especializadas para estabilizar o tronco, e os músculos abdominais, especializados na respiração, e essas mudanças ocorreram 50 milhões de anos antes de a carapaça estar totalmente ossificada.